# Феліпе Просперо, принц Астурійський
Феліпе Просперо (повне ім'я: Феліпе Просперо Хосе Франсіско Домінго Ігнасіо Антоніо Буенавентура Дієго Мігель Луїс Альфонсо Ісідро Рамон Віктор, ісп. Felipe Próspero José Francisco Domingo Ignacio Antonio Buenaventura Diego Miguel Luis Alfonso Isidro Ramón Víctor; 28 листопада 1657, Королівський алькасар, Мадрид, Іспанія — 1 листопада 1661, Королівський алькасар, Мадрид, Іспанія) — син короля Іспанії Філіпа IV та королеви Маріанни Австрійської. Наступник престолу Іспанії (принц Астурійський) протягом усього свого життя.

## Народження
Після смерті принца Бальтазара Карлоса у короля Філіпа IV залишилася дочка Марія Терезія, що вважалася престолонаступницею.
На початку 1657 року астрологи запевнили короля, що в нього буде ще одна дитина чоловічої статі. Сподіваючись, що вагітна дружина, королева Маріанна Австрійська, народить йому сина, побожний король у перший день Введення Марії в Храм (21 листопада) їв тільки яйця. Об 11:30 28 листопада того ж року королева Маріанна народила хлопчика. Незабаром вона стала почуватися зле через гарячку після пологів, проте на це при дворі не надто звертали увагу у зв'язку з народженням престолонаступника чоловічої статі.

## Хрещення
За римо-католицькою традицією, до хрещення новонародженого називали просто «принц». Астрологи пророкували Феліпе Просперо величне майбутнє, а король Філіп IV переживав, що все ще недостатньо подякував Богові за сина. 6 грудня 1657 року Філіп проїхався прикрашеними вулицями Мадрида: приготування з нагоди хрещення принца майже завершилися, короля вітали танцями, музикою та масками.
Хрещення Феліпе Просперо відбулося 13 грудня й було проведене архієпископом Толедським. Священну воду для хрещення взяли з річки Йордан, звідки її привезли кілька монахів, що повернулися звідти нещодавно. Загалом королю довелося заплатити за хрещення сина 600 тисяч дукатів.

## Наступник престолу
Народження Феліпе Просперо зустріли із великою радістю не тільки через стать дитини, а й через те, що ця подія поклала край численним династичним суперечкам, що могли виникнути після одруження дочки короля — інфанти Марії Терезії. Таким чином, у 1658 році Феліпе Просперо став наступником престолу Іспанії з титулом принца Астурійського. Проте принц часто хворів, через що носив амулет, який, зокрема, був зафіксований на портреті авторства Дієго Веласкеса.
Станом на 1659 рік уряди Франції та Іспанії вели переговори щодо завершення війни між державами. Оскільки зараз Іспанія мала наступника престолу чоловічої статі, вона погодилася на шлюб дочки короля Марії Терезії із королем Франції Людовиком XIV. Такі умови були закріплені Піренейським миром.

## Смерть
Незадовго до своєї смерті в листопаді 1661 року Феліпе Просперо вчергове захворів. Він страждав від епілепсії та часто хворів, ймовірно, через те, що мав слабку імунну систему у зв'язку з редукцією предків. Сподіваючись урятувати сина, король привіз до палацу реліквії святого Дієго з Алькали. 1 листопада 1661 року принц помер після кількох епілептичних атак. За п'ять днів народився принц Карлос — остання дитина Філіпа IV, який успадкував престол Іспанії після смерті короля в 1665 році. Король Філіп вважав себе частково винним у смерті сина.
Принца Феліпе Просперо поховали в Пантеоні Інфантів в Ескоріальському монастирі.